# 最上級ぱらどっくす
「最上級ぱらどっくす」（さいじょうきゅうぱらどっくす）は、わーすたの4枚目のシングル。2017年10月18日にiDOL Streetから発売された。2ndアルバム『パラドックス ワールド』と同時発売となる。

## 概要
今作は2ndアルバム『パラドックス ワールド』と同時発売となる関係で、CD+スマプラの1形態のみ発売される。テレビアニメ『アイドルタイムプリパラ』のジャケット仕様となり、初回限定特典としてゲーム『プリパラ』で使用できる「プリチケ」が1枚封入される。
2017年8月26日に横浜アリーナで開催された『@JAM EXPO 2017』で、わーすたのライブ中に本作と2ndアルバムの同時発売が発表され、同年8月29日のテレビアニメ『アイドルタイムプリパラ』放送終了後に、公式HP上で詳細が公表された。
表題曲となる「最上級ぱらどっくす」は、前作の3rdシングルに表題曲として収録された『Just be yourself』に続いて、10月3日からテレビアニメ『アイドルタイムプリパラ』のオープニングテーマとして使用された。ライブでの初披露は10月18日にHMV&BOOKS TOKYOで行われた『4th Single「最上級ぱらどっくす」 & 2nd Album「パラドックス ワールド」リリースイベント』となった。
「GOGO!プリパライフ」、「ハロハロフレンズ」は、ゲーム『プリパラ』で登場キャラクターが歌唱する楽曲であり、今作ではそのカバーバージョンが収録される。なお、この2曲は先行して8月6日および20日に開催されたライブイベント『アイドルタイムプリパラ サマーライブツアー2017』で初披露された。

## 収録曲
1. 最上級ぱらどっくす
作詞：鈴木まなか・渡邉シェフ、作曲：安藤啓希・須藤隼太、編曲：岸田勇気
2. GOGO!プリパライフ
作詞：三重野瞳、作曲：菅原幸枝、編曲：サイトウ リョースケ
3. ハロハロフレンズ
作詞：三重野瞳、作曲：菅原幸枝、編曲：サイトウ リョースケ
4. 最上級ぱらどっくす(KARAOKE)

## 音楽配信

### 先行配信
今回も3rdシングル『Just be yourself』を配信していたダウンロード型もしくはストリーミング型の各サービスで一斉に、『アイドルタイムプリパラ』での初OA日の深夜にあたる10月4日未明に「最上級ぱらどっくす」のみ先行配信を行った。但し、先行配信ではMVおよびハイレゾ音源は配信されないため、「e-onkyo music」、「groovers」は先行配信を行えない。

### 本配信
CDの発売日にあたる10月18日にCDに収録されている4曲が配信開始。同時に、MVおよびハイレゾ音源も配信開始された。
本作は全曲が『プリパラ』に関係する曲のため、世界初のスマホ向けアニソン定額配信サービス「ANiUTa」にも全曲が配信されるようになった。
公式発表はなかったが、うたパスにわーすたのプレイリストが開設され、本作からは「最上級ぱらどっくす」が登録された。
太字の配信サービスはハイレゾ音源を配信している。

## イベント
詳細は『パラドックス ワールド』のイベントを参照